# Виринниця
Виринниця, звіздочка водяна (Callitriche) — рід квіткових рослин родини подорожникових (Plantaginaceae).

## Опис

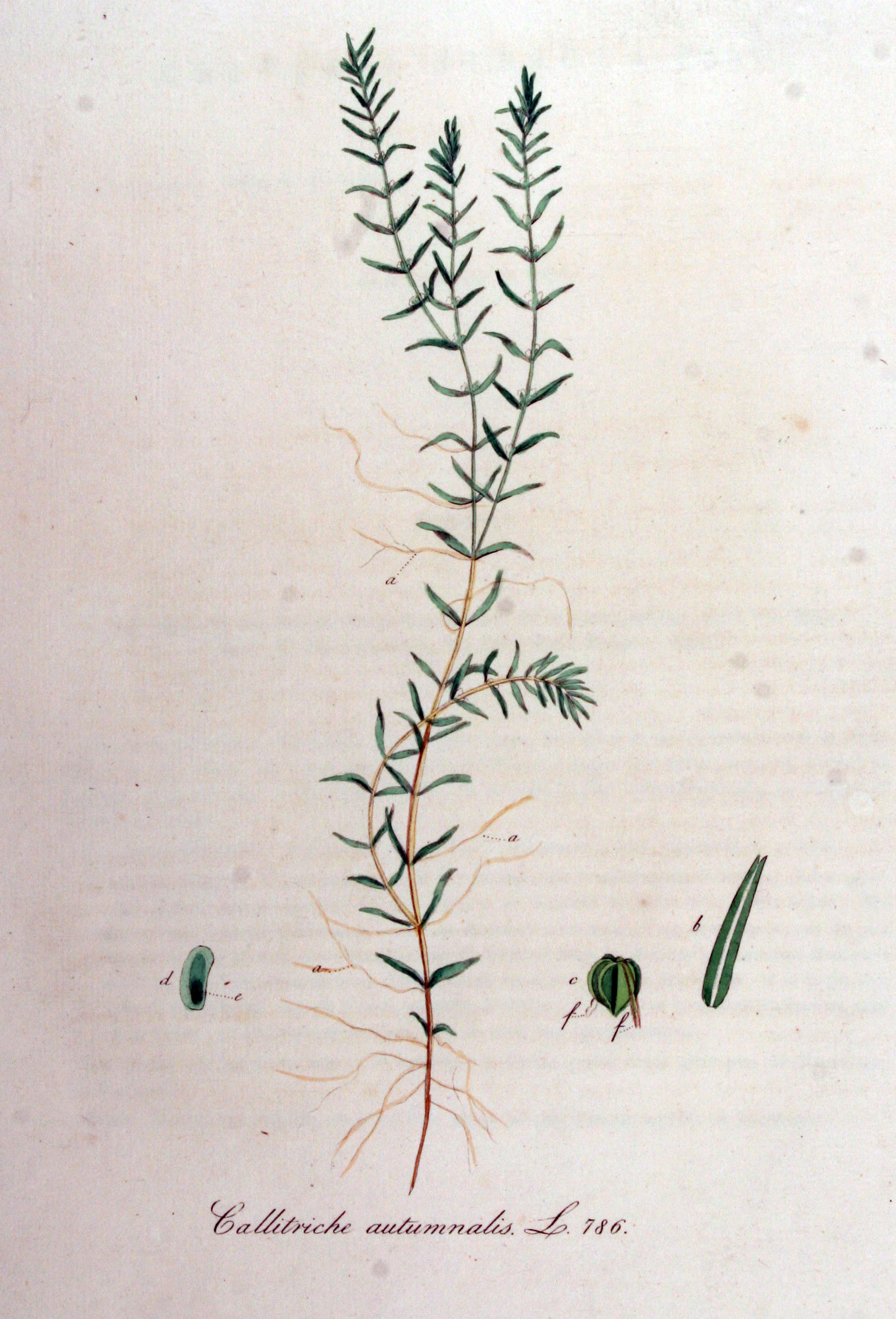
Ілюстрація виринниці двостатевої (Callitriche hermaphroditica) у книзі Яна Копса «Flora Batava», Volume 10 (1849)

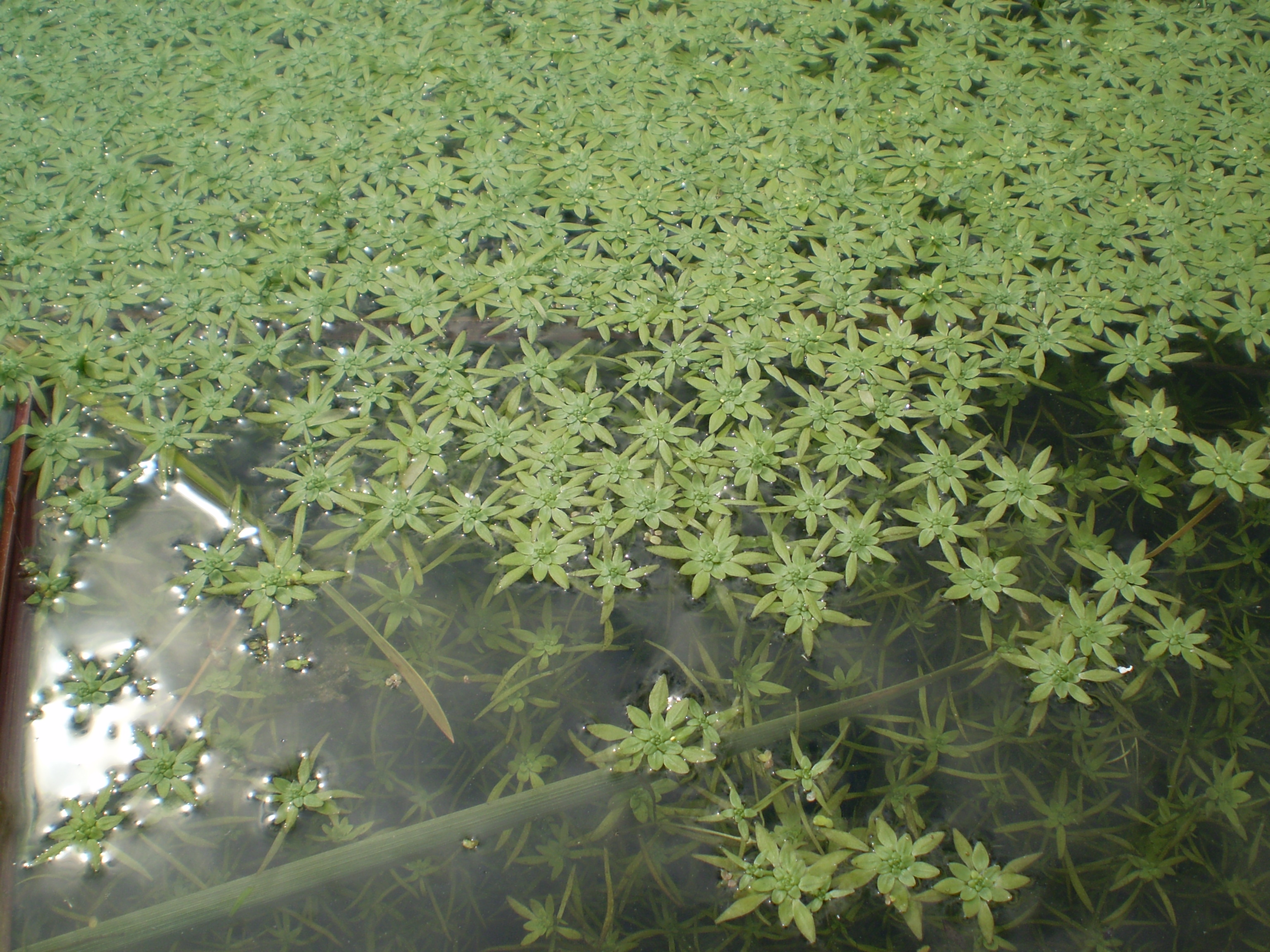
Виринниця тупоплода (Callitriche cophocarpa) у водоймі

Переважно однорічні трави з тонким стеблом і супротивним листям, цілком занурені у воду або, частіше, крім листя, занурені у воду, мають листову розетку, що плаває на поверхні води. Зустрічаються й види, що стеляться по землі.

## Поширення і екологія
Представники роду поширені майже по всьому світу, крім Африки. Зустрічаються в канавах, калюжах, на болотах, у торф'яних кар'єрах, заводях, старицях, струмках, ставках і озерах. Широко поширена виринниця двостатева (Callitriche hermaphroditica) утворює великі підводні луки в прибережній смузі водойм з прозорою водою.
У флорі України — п'ять видів: виринниця двостатева (Callitriche hermaphroditica), виринниця тупоплода (Callitriche cophocarpa), виринниця гачкувата (Callitriche hamulata), виринниця болотна (Callitriche palustris), виринниця ставкова (Callitriche stagnalis).

## Значення та використання
Зарості виринниці слугують притулком для дрібних безхребетних тварин, що поїдаються рибами, тому є цінними в рибних господарствах.
У ландшафтному дизайні зазвичай використовуються водяні види вириниці, наприклад, виринниця болотна (Callitriche palustris).

## Систематика
За даними спільного інтернет-проекту Королівських ботанічних садів у К'ю і Міссурійського ботанічного саду «The Plant List» рід Callitriche містить 63 види.